# Společenstvo Prstenu (postavy)
Společenstvo prstenu je v knižní trilogii J. R. R. Tolkiena Pán prstenů skupina devíti postav reprezentujících svobodné národy Středozemě. Její vytvoření je popsáno hned v prvním dílu, Společenstvo Prstenu. Společenstvo mělo za úkol vést a chránit hobita Froda Pytlíka na cestě k Hoře osudu v Mordoru, kde jedině se dá zničit Jeden prsten.

## Vznik Společenstva
Společenstvo bylo ustanoveno na Elrondově radě v Roklince. Tou dobou se tam náhodou sešlo několik zástupců svobodných říší, jež prosili o Elrondovu radu. Rada se konala 25. listopadu 3018 Třetího věku a mělo se na ní projednat, co s Prstenem, který přinesl Frodo a jeho 3 společníci. Bylo rozhodnuto, že Prsten musí být zničen, ale to šlo jenom uprostřed země nepřítele v ohních Hory osudu. Frodo se nabídl, že tam Prsten odnese a zničí. Elrond mu potom ustanovil za společníky Gandalfa, Legolase, Gimliho, Aragorna, Boromira a Sama, který tajně sledoval radu. Elrond chtěl, aby měla družina devět členů, kteří by stáli proti devíti Sauronovým prstenovým přízrakům (nazgûlům), a rozmýšlel se, že pošle ještě dva elfy ze své domácnosti. V tu chvíli se přihlásili Smíšek a Pipin, protože nechtěli opustit přátele. Elrond je nechtěl pustit, jelikož byli mladí, a radši by je poslal do Kraje s varováním, ale na přímluvu Gandalfa byli nakonec přidáni ke Společenstvu. 
Na cestu se vydali z Roklinky 25. prosince 3018 Třetího věku. 

## Členové společenstva
Seznam členů společenstva podle jejich rasy:
- Hobiti:
  - Frodo Pytlík
  - Samvěd Křepelka (Sam)
  - Peregrin Bral (Pipin)
  - Smělmír Brandorád (Smíšek)
- Lidé:
  - Aragorn – náčelník Dúnadanů a Isildurův dědic.
  - Boromir – syn Denethora II., správce Gondoru. Vydal se na cestu s úmyslem dojít do Gondoru, ne do Mordoru.
- Elf:
  - Legolas – syn Thranduila, krále elfů v Temném hvozdu.
- Trpaslík:
  - Gimli – syn Glóinův.
- Maia (čaroděj):
  - Gandalf

Nejdříve bylo Společenstvo vedeno Gandalfem, ale potom, co bojoval s balrogem a spadl s ním do propasti v Morii, se ujal vedení Aragorn.

## Rozbití Společenstva
Dne 25. února 3019 doplulo Společenstvo po Anduině na palouk Parth Galen poblíž Rauroských vodopádů, kde se utábořilo. Další den se mělo rozhodnout, zdali budou pokračovat přímo k Mordoru, nebo to vezmou oklikou přes Gondor. Frodo, jakožto nositel Prstenu, dostal hlavní slovo, vzal si čas na rozmyšlenou a šel se sám rozhodnout. Brzy se za ním vydal Boromir, který tajně prahl po Prstenu (což způsobovala samotná moc Prstenu). Našel ho a snažil se ho přesvědčit, aby se nevydal do Mordoru a dokonce, aby Prsten nezničil, ale použil proti nepříteli. Pak se mu ho pokusil vzít, Frodo si však nasadil Prsten a neviditelný utekl na vrcholek Amon Henu.
Potom Boromir přišel mezi zbytek Společenstva a řekl, že Frodo mu neviditelný utekl, nezmínil se však proč. Hobiti se ve strachu o Froda rozprchli a zbytek se je snažil dohonit, čímž se všichni rozdělili. Do toho vpadli Sarumanovi skřeti ze Železného pasu, kteří měli za úkol unést hobity. Skřeti narazili na Smíška a Pipina a i přes jejich ochranu Boromirem, kterého zastřelili šípy, je unesli. Frodo se zatím konečně rozhodl a utíkal dolů k lodím, aby se sám vydal přes řeku do Mordoru. Samovi došlo, co asi chce jeho pán udělat, vydal se za ním a dohonil ho právě, když už odplouval.
Když získali Smíška a Pipina, utíkali skřeti zpět do Železného pasu. Aragorn, Legolas a Gimli zjistili, kam se vydal Frodo a Sam a nakonec se rozhodli, že zachrání Smíška a Pipina. Před tím ještě pohřbili Boromira v loďce, kterou poslali do Rauroského vodopádu. 

## Pozdější historie Společenstva
Přestože se Společenstvo po smrti Boromira rozpadlo a přestože urazilo jenom polovinu cesty do Mordoru, pomohlo Frodovi dostat se přes první, velmi nebezpečnou polovinu putování. Poté zbylí členové pomáhali svobodným národům ve válce o Prsten a povedlo se jim odvést Sauronovu pozornost od Froda a Sama, což jim velmi pomohlo. Po válce se všichni znovu sešli na Cormallenském poli v Ithilienu.